# مت بلک
مت بلک (انگلیسی: Matt Black؛ زادهٔ ۱۹۷۰ (۵۴–۵۵ سال)) عکاس اهل ایالات متحده آمریکا است.